# Nationalversammlung (Sambia)
Die Nationalversammlung von Sambia (englisch National Assembly of Zambia) ist die Legislative des afrikanischen Staates Sambia.
Die Nationalversammlung Sambias hat 167 Sitze (Stand 2016). Davon werden 156 in allgemeinen, freien und geheimen Wahlen nach dem Mehrheitswahlrecht vergeben. Acht Sitze werden auf Entscheidung des Präsidenten besetzt und zwei Parlamentssprecher werden durch die Abgeordneten hinzugewählt. Der Vizepräsident ist kraft Amtes ebenfalls Mitglied der Nationalversammlung.

## Verfassungsmäßige Bestimmungen

### Zusammensetzung
Die Artikel 68 bis 70 der Verfassung Sambias in der 2016 novellierten Fassung enthalten die folgenden Bestimmungen zur Nationalversammlung:
- 156 Abgeordnete der Nationalversammlung werden in einfacher Mehrheitswahl (first-past-the-post) in Wahlkreisen gewählt.
- Bis zu acht zusätzliche Mitglieder können durch den Präsidenten ernannt werden.
- Der Vizepräsident ist Mitglied der Nationalversammlung.
- Der Parlamentssprecher (Speaker), sowie dessen erster und zweiter Stellvertreter (First/Second Deputy Speaker) sind ebenfalls Mitglied der Nationalversammlung.

### Voraussetzungen für das Abgeordnetenmandat
Um Abgeordneter der Nationalversammlung werden zu können, müssen folgenden Voraussetzungen erfüllt sein (Artikel 70 (1)):
- ein Abgeordneter muss Staatsbürger Sambias sein
- es gilt ein Mindestalter von 21 Jahren
- der Bewerber muss als Wähler registriert sein
- der Abgeordnete muss eine minimale Bildung vorweisen können (grade twelve certificate)
- der Abgeordnete muss seine Vermögensverhältnisse entsprechend den gesetzlichen Bestimmungen offengelegt haben.

Folgende Gegebenheiten oder Umstände sind mit einem Abgeordnetenmandat in der Nationalversammlung unvereinbar (Artikel 70 (2)):
- Nominierung als Kandidat bei einer Präsidentschaftswahl
- Inhaber eines höheren verfassungsmäßigen Staatsamts
- Amt als Richter oder Justizbeamter
- geistige oder körperliche Behinderung, die eine Ausübung des Abgeordnetenmandats unmöglich erscheinen lässt
- Bankrotteur, Zahlungsunfähigkeit
- aktuelle Gefängnisstrafe oder Gefängnisstrafe von mindestens drei Jahren innerhalb der vorangegangenen fünf Jahre
- Verlust eines öffentlichen Amts aufgrund Fehlverhaltens innerhalb der vorangegangenen fünf Jahre
- Ausübung einer Funktion, die mit der Durchführung von Wahlen zusammenhängt.

Die Hürden, um als Kandidat in einem Wahlkreis antreten zu können, sind relativ niedrig. Es ist die Unterstützung von 15 Wählern aus dem Wahlkreis notwendig und der Kandidat muss die vorgeschriebene Gebühr an die Wahlkommission entrichtet haben. Wird ein Abgeordneter von seiner Partei ausgeschlossen, für die er ins Parlament gewählt wurde, verliert er damit auch sein Abgeordnetenmandat (Artikel 72).

### Speaker und Stellvertreter
In den Verfassungsartikeln 82 und 83 sind die Voraussetzungen für das Amt des Parlamentssprechers (Speaker) festgelegt:
- Der Parlamentssprecher wird von den Abgeordneten der Nationalversammlung gewählt.
- Der Speaker darf zum Zeitpunkt seiner Nominierung nicht selbst Mitglied der Nationalversammlung sein.
- Vorschlagsberechtigt sind der Präsident und politische Parteien in der Nationalversammlung.
- Es gilt ein Mindestalter von 35 Jahren.
- Der Speaker muss Staatsbürger Sambias sein und darf keine doppelte Staatsbürgerschaft besitzen.
- Der Speaker muss mindestens eine einfache akademische Ausbildung oder eine schulische Bildung nach mindestens grade twelve certificate bzw. vergleichbare Abschlüsse vorweisen können.
- Der Speaker darf keine Steuerschulden haben und muss seine Vermögensverhältnisse offenlegen.

Der Speaker hat zwei Stellvertreter. Der erste Stellvertreter darf nicht Mitglied der Nationalversammlung und der zweite muss Mitglied der Nationalversammlung sein. Die Stellvertreter müssen ein Mann und eine Frau sein und dürfen nicht derselben Partei angehören.

## Wahlen
Am 12. August 2021 wurde die Nationalversammlung zuletzt gewählt – gleichzeitig mit der Wahl des Präsidenten, die Hakainde Hichilema (UPND) gewann. In der folgenden Tabelle sind die in den Wahlkreisen gewählten Mandatsträger angegeben.
| Partei                                       | Wahljahr | Wahljahr | Wahljahr | Wahljahr | Wahljahr | Wahljahr | Wahljahr | Wahljahr |
| Partei                                       | 1991     | 1996     | 2001     | 2006     | 2011     | 2016     | 2021     |          |
| -------------------------------------------- | -------- | -------- | -------- | -------- | -------- | -------- | -------- | -------- |
| United National Independence Party (UNIP)    | 25       | –        | 13       | –        | –        | –        | –        |          |
| Movement for Multiparty Democracy (MMD)      | 125      | 131      | 69       | 71       | 55       | 3        | –        |          |
| National Progressive Party (NPP)             | 10       | –        | –        | –        | –        | –        | –        |          |
| National Party (NP)                          | –        | 5        | –        | –        | –        | –        | –        |          |
| Agenda for Zambia (AS)                       | –        | 2        | –        | –        | –        | –        | –        |          |
| Zambian Democratic Congress (ZDC)            | –        | 2        | –        | –        | –        | –        | –        |          |
| United Party for National Development (UPND) | –        | –        | 49       | –        | 28       | 58       | 82       |          |
| Forum for Democracy and Development (FDD)    | –        | –        | 12       | –        | 1        | 1        | –        |          |
| Heritage Party (HP)                          | –        | –        | 4        | –        | –        | –        | –        |          |
| Zambia Republic Party (ZRP)                  | –        | –        | 1        | –        | –        | –        | –        |          |
| Patriotic Front (PF)                         | –        | –        | 1        | 44       | 60       | 80       | 60       |          |
| United Democratic Alliance (UDA)             | –        | –        | –        | 27       | –        | –        | –        |          |
| United Liberal Party (ULP)                   | –        | –        | –        | 2        | –        | –        | –        |          |
| National Democratic Focus (NDF)              | –        | –        | –        | 1        | –        | –        | –        |          |
| Alliance for Democracy and Development (ADD) | –        | –        | –        | –        | 1        | –        | –        |          |
| Party of National Unity and Progress (PNUP)  | –        | –        | –        | –        | –        | –        | 1        |          |
| Unabhängige                                  | –        | 10       | –        | 2        | 3        | 14       | 13       |          |
| Gesamt                                       | 150      | 150      | 150      | 150      | 150      | 156      | 156      |          |